# Benjamina Karić
Benjamina Karić, nata Londrc (Sarajevo, 8 aprile 1991), è una politica bosniaca, sindaco di Sarajevo dal 2021 al 2024.

## Biografia
Nata a Sarajevo, nell'allora Repubblica Socialista di Bosnia ed Erzegovina, da padre musulmano e madre serba ha poi studiato presso l'Università di Sarajevo dove si è laureata sia presso la Facoltà di Giurisprudenza (dottoressa in scienze giuridiche) che presso il Dipartimento di storia della Facoltà di Filosofia (dottoressa di diritto romano classico). Dopo gli studi ha proseguito il lavoro accademico scrivendo numerose pubblicazioni di traduzioni dal latino. Intorno ai 18 anni si è iscritta al Partito Socialdemocratico (SDP), del quale è vicepresidente dal 2019.

### Sindaco di Sarajevo
L'8 aprile 2021 è stata eletta sindaco della capitale bosniaca dal Consiglio comunale all'unanimità, divenendo la seconda donna a ricoprire tale incarico dopo Semiha Borovac. Dopo l'elezione ha ricevuto le congratulazioni del sindaco di Istanbul Ekrem İmamoğlu.
Nel giugno 2021 ha visitato la città di Banja Luka, capitale della Repubblica Serba di Bosnia ed Erzegovina, incontrando il suo omologo Draško Stanivuković e segnando il primo incontro tra i sindaci delle due città dalla fine della guerra. Nel corso del mese successivo si è invece recata ad Istanbul dove ha incontrato il sindaco İmamoğlu, affermando l'intenzione di voler portare avanti congiuntamente il progetto di restauro della Fortezza Bianca di Sarajevo. Nel novembre 2021 ha inaugurato un monumento nei pressi della fossa di Kazani in onore delle vittime del massacro etnico operato dall'Armata della Repubblica di Bosnia ed Erzegovina tra il 1992 e il 1993. Nel 2023 ha visitato Roma, incontrando il sindaco Roberto Gualtieri e firmando un memorandum d'intesa manifestando inoltre il sostegno di Sarajevo alla candidatura della capitale italiana a sede dell'Expo 2030.

## Vita privata
È sposata e ha un figlio. Parla fluentemente inglese e tedesco.